# Movila (Ialomița)
Movila è un comune della Romania di 2 041 abitanti, ubicato nel distretto di Ialomița, nella regione storica della Muntenia.
Movila è una località recente: nacque infatti nel 1924 a seguito del conferimento dei terreni della zona a veterani della prima guerra mondiale, provenienti soprattutto dai distretti di Prahova e di Dâmbovița.